# Portland Timbers
Portland Timbers je američki nogometni klub iz Portlanda, Oregon. Klub je osnovan 2009. Igrate iz Major League Soccer.
2015. godine po prvi put Portland je osvojio naslov prvaka MLS Cup.

## Vanjske poveznice
- Službena stranica